# Gifenovo dobro
U ekonomiji i teoriji potrošača, Gifenovo dobro predstavlja proizvod koji potrošači konzumiraju više sa porastom cene i obrnuto - time kršeći zakon tražnje. Za bilo koje dobro važi da, kako se cena dobra povećava, supstitucioni efekat dovodi do manje kupljene količine istog dobra, a veće količine supstitucionih dobara; za većinu dobara dohodovni efekat (zbog pada realnog dohotka više se troši na postojeće jedinice istog dobra) pojačava ovaj pad u tražnji za dobrom. Ali Gifenovo dobro je posebna vrsta inferiornog dobra (dohodovni efekat se kreće u suprotnom smeru od smera supstitucionog efekta) kod kojeg je dohodovni efekat jači od supstitucionog, pa je neto efekat povećanja cene dobra, povećenja tražnja za njime.

## Pozadina
Dokazi o postojanju Gifenovih dobara su ograničeni, ali mikroekonomski matematički modeli tvrde da ona mogu postojati. Gifenovo dobro je dobilo naziv po ser Robertu Gifenu, kome je Alfred Maršal pripisao ovu ideju u svojoj knjizi Principi ekonomije. Gifen je izveo ovaj paradoks iz svojih opservacija o potrošačkim navikama u Viktorijanskom dobu.

## Analiza
Kod većine proizvoda kriva tražnje ima negativan nagib (nagib, koji je konstantan u slučaju pravolinijske krive tražnje, ne sme se mešati sa cenovnom elastičnošću tražnje, koja varira u zavisnosti od tačke na krivoj za koju računamo istu, i stoga nije konstantna duž cele pravolinijske krive tražnje). Drugim rečima, cena i tražena količina se keću u različitim smerovima; ako cena raste, tražena količina opada. Gifenova dobra predstavljaju izuzetak. Nagib njihove krive tražnje je pozitivan. Kada cena raste, tražena količina takođe raste. Da bi se smatralo pravim Gifenovim dobrom, cena dobra mora biti jedina stvar koja se menja i dovodi do promena u traženoj količini. Gifenovo dobro ne treba mešati sa proizvodima koji predstavljaju statusne simbole ili predstavljaju primer tzv. upadljive potrošnje (Veblenova dobra).
Klasični primer koji je dao Maršal je osnovna hrana inferiornog kvaliteta, čija tražnja zavisi od siromaštva, koje sprečava njene kupce u kupovini superiornih produkata. Kada cena jeftinih proizvoda raste, oni nisu u mogućnosti da koriste u svojoj ishrani kvalitetnije proizvode, i moraju da koriste ove osnovne namirnice.
Postoje tri uslova koja moraju biti ispunjena za posotjanje Gifenovog dobra:
1. dobro o kojem se radi mora biti inferiorno dobro,
2. mora postojati nedostatak bliskih supstituta i
3. dobro mora činiti značajan deo dohotka kupca, ali ne toliko značajan procenat da se nijedno od povezanih normalnih dobara ne konzumira .

Ako preduslov #1 bude promenjen u ,,Dobro o kojem se radi mora biti toliko inferiorno da je dohodovni efekat veći od supstitucionog efekta, onda dobijama i potreban i dovoljan uslov. Poslednja pretpostavka se više odnosi na samog kupca nego na dobro, i ovaj fenomen se takođe naziva ,,Gifenovo ponašanje.

## Literatura
- Abramsky, Sasha (2005). „Running on Fumes”. The Nation. стр. 15—19. Архивирано из оригинала 21. 11. 2015. г. Приступљено 20. 11. 2015.
- Jensen, Robert; Miller, Nolan (2007). „Giffen Behavior: Theory and Evidence”. NBER Working Paper No. 13243.
- Baruch, Schmuel; Kannai, Yakar (2001). „Inferior Goods, Giffen Goods, and Shochu” (PDF). Архивирано из оригинала (PDF) 04. 09. 2012. г. Приступљено 26. 10. 2015.
- Bopp, Anthony (1983). „The Demand for Kerosene: a Modern Giffen Good”. Applied Economics. 15 (4): 459—467. doi:10.1080/00036848300000017.
- Masuda, Etsusuke; Newman, Peter (1981). „Gray and Giffen Goods”. The Economic Journal. 91 (364): 1011—1014. doi:10.2307/2232507.

## Spoljašnje veze
- Alfred Marshall Principles of Economics Bk.III,Ch.VI in paragraph III.VI.17
- The Last Word on Giffen Goods?
- Giffen good
- What Do Prostitutes and Rice Have in Common?